# Rainelle, West Virginia
Rainelle, West Virginia (енгл. Rainelle) град је у америчкој савезној држави Западна Вирџинија.

## Демографија
По попису из 2010. године број становника је 1.505, што је 40 (-2,6%) становника мање него 2000. године.
| Група             | 2000.         | 2010.         |
| Белци             | 1.493 (96,6%) | 1.451 (96,4%) |
| Афроамериканци    | 11 (0,7%)     | 10 (0,7%)     |
| Азијати           | 2 (0,1%)      | 4 (0,3%)      |
| Хиспаноамериканци | 10 (0,6%)     | 11 (0,7%)     |
| Укупно            | 1.545         | 1.505         |